# Chef (film, 2017)
Pour les articles homonymes, voir Chef.
Pour plus de détails, voir Fiche technique et Distribution.
Chef est un film de comédie dramatique indien en langue hindi de 2017 coproduit et réalisé par Raja Krishna Menon. Il s'agit d'un remake officiel du film américain de 2014 du même nom. Le film met en vedette Saif Ali Khan dans le rôle-titre.
Le tournage principal du film a commencé en octobre 2016 à Kochi,. Chef est sorti le 6 octobre 2017. Le film a eu un succès décevant au box-office.

## Synopsis
Roshan Kalra (Saif Ali Khan) est un chef dont la passion pour sa carrière dépasse tout le reste dans sa vie, y compris sa famille. Il vit loin de sa femme Radha Menon (Padmapriya) et de son fils Aari (Svar Kamble). Il décide de rendre visite à son fils à Cochin et ils passent un bon moment ensemble. Lorsqu'il est temps de retourner au travail, il se rend compte qu'il a perdu beaucoup de temps avec Aari. Il décide de rester avec son fils et d'ouvrir un food truck, qui répond à ses deux objectifs dans la vie : cuisiner et être avec son fils.

## Fiche technique
- Titre original : Chef
- Basé sur : Chef (film, 2014) de Jon Favreau
- Langue : Hindi
- Réalisateur : Raja Krishna Menon
- Pays :
  -  Inde : 6 octobre 2017
  -  France : 7 décembre 2017
- Dureé : 133 min

## Distribution
- Saif Ali Khan : Roshan Kalra
- Padmapriya Janakiraman : Radha Menon
- Svar Kamble : Armaan Kalra (Ary)
- Chandan Roy Sanyal : Nuzrool
- Dinesh Prabhakar : Alex Oomen
- Milind Soman : Biju
- Sobhita Dhulipala : Vinnie
- Ramgopal Bajaj : M. Kalra, le père de Roshan
- Pawan Chopra : Sunil Manohari
- Shayan Munshi : Prateek
- Raghu Dixit : lui-même
- Neha Saxena : Neha (camée)
- Abhishek Kumar : serveur Dhaba
- Lokesh Mittal : fils de Dhaba Propriétaire
- Ramachandran PP : Anillettan
- M. Gopalakrishnan : leader syndical
- Nishad Raj Rana : Chaudhary (flic de Delhi)
- Rajat Ajay Bose

## Accueil critique
Raja Sen de NDTV a donné au film une note de 2 sur 5, affirmant que « Saif Ali Khan et les acteurs font de leur mieux, mais l'écriture et la mise en scène paresseuses font de Chef un repas sans saveur et fade ». Meena Iyer du Times of India a salué la performance de l'acteur principal Saif Ali Khan et a donné au film une note de 3,5 sur 5, affirmant que « Chef est prévisible par moments, le voyage est agréable ». Sweta Kaushal du Hindustan Times a attribué au film une note de 1,5 sur 5 et a déclaré que « Le chef de Saif Ali Khan offre des moments de brillance qui, s'ils avaient été tissés de manière plus organisée, auraient pu nous donner un film léger et affable. Mais un récit paresseux et plutôt indifférent enlève le plaisir ».
Sukanya Verma de Rediff.com a donné une note de 2,5 sur 5 et a déclaré que « dans un scénario qui appelle à la pornographie culinaire, il y a une pénurie choquante de plaisir sensoriel ou de vision. Chef est trop ennuyeux pour être délicieux. »  Shubhra Gupta de The Indian Express lui a attribué une note de 2 sur 5 et a déclaré que « le film de Saif Ali Khan a des saveurs intéressantes. Mais Chef semble dérivé et est un conte de passage à l'âge adulte tardif d'adultes de type Peter Pan. Et cela a à voir avec l'écriture inégale. C'est un beau film, avec seulement de belles personnes. »  Rajeev Masand a attribué au film une note de 2,5 sur 5, déclarant que « Chef n'est pas parfait ; il est lent à certains endroits, propose des solutions rapides aux problèmes des personnages et semble tout à fait familier. Mais avec un peu plus de deux heures, il ne vous demande pas grand-chose et offre un certain plaisir dans le retour en forme de Saif Ali Khan en tant qu'acteur dont il est difficile de se détourner. » 